# Шаховской, Яков Кириллович
Князь Яков Кириллович Шаховской — воевода во времена правления Алексея Михайловича.
Из княжеского рода Шаховские. Младший сын воеводы и князя Кирилла Тимофеевича Шаховского. Имел братьев, дворян, князей: Леонтия, Сергея, Ивана и Фёдора (погиб в 1657 году в бою с немцами) Кирилловичей.

## Биография
Первоначально написан в городовых дворянах Пусторжевска, где и нёс городовую службу. В 1656 году на службе под Юрьевым-Ливонским и Глубоким. В 1658 году на службе в Литве. В 1660 году на службе в местечке Меделене. В 1663—1665 годах воевода в Кашире, откуда отпущен со службы для залечивания ран. Упоминается, что князь Яков Кириллович был в плену, но когда и при каких обстоятельствах попал и как освобождён — не указано.
По родословной росписи показан бездетным.